# Liste der Baudenkmäler in Deuerling
Auf dieser Seite sind die Baudenkmäler in der Oberpfälzer Gemeinde Deuerling zusammengestellt. Diese Tabelle ist eine Teilliste der Liste der Baudenkmäler in Bayern. Grundlage ist die Bayerische Denkmalliste, die auf Basis des Bayerischen Denkmalschutzgesetzes vom 1. Oktober 1973 erstmals erstellt wurde und seither durch das Bayerische Landesamt für Denkmalpflege geführt wird. Die folgenden Angaben ersetzen nicht die rechtsverbindliche Auskunft der Denkmalschutzbehörde.

## Baudenkmäler nach Ortsteilen

### Deuerling
| Lage                                        | Objekt                                                        | Beschreibung | Akten-Nr.             | Bild                                                          |
| ------------------------------------------- | ------------------------------------------------------------- | --- | --------------------- | ------------------------------------------------------------- |
| Am Kalvarienberg (Standort)                 | Kreuzweg                                                      | Vierzehn Stationen, Pfeiler mit verbreitertem Satteldachaufsatz und Stifternamen, Sandstein, 1876–78; Kruzifix im Dreinageltypus, Gusseisen, um 1880. | D-3-75-127-6 Wikidata | weitere Bilder                                                |
| Martinssteig (Standort)                     | Kriegerdenkmal für 1914–18 und 1939–45                        | Säule mit Figur des heiligen Georg auf Inschriftsockel, Kalkstein, um 1920. | D-3-75-127-3 Wikidata | Kriegerdenkmal für 1914–18 und 1939–45                        |
| Martinssteig 8 (Standort)                   | Katholische Pfarrkirche St. Martin                            | Saalbau mit Walmdach, eingezogenem Chor und Ostturm mit Zwiebelhaube, 17. Jahrhundert, im Kern romanisch, Chor 14. Jahrhundert; Friedhofsmauer, nachmittelalterlich; Taufstein, Muschelkalk, romanisch.                                                        | D-3-75-127-1 Wikidata | weitere Bilder                                                |
| Martinssteig 14; Martinssteig 10 (Standort) | Katholisches Pfarrhaus                                        | Zweigeschossiger Walmdachbau, 16. Jahrhundert, 1655 Wiederaufbau, mit Wappenstein, bezeichnet mit „1502“; Hofmauer mit stichbogiger Einfahrt, Fußgängerpforte und Pilastergliederung, 16./17. Jahrhundert.                                                     | D-3-75-127-2 Wikidata | Katholisches Pfarrhaus                                        |
| Regensburger Straße 17 (Standort)           | Ehemalige Mühle und Spiegelglasschleife, vormals Kupferhammer | Hauptgebäude an der Laber, zweigeschossiger Massivbau mit Satteldach, 1853 (dendrochronologisch datiert), wohl mit älterem Kern; Nebengebäude, zweigeschossiger Massivbau mit einseitig abgewalmtem Satteldach, 16. Jahrhundert (dendrochronologisch datiert). | D-3-75-127-13         | Ehemalige Mühle und Spiegelglasschleife, vormals Kupferhammer |
| Regensburger Straße 20 ()                   | Ehemaliges Kleinbauernhaus                                    | eingeschossiger Massivbau mit Schopfwalmdach, um 1848; Erdkeller im ehemaligen Hof, Tonnengewölbe mit Satteldach überdeckt, 2. Hälfte 19. Jahrhundert | D-3-75-127-14         |                                                               |
| Steinerbrückler Weg (Standort)              | Lourdesgrotte                                                 | Ständerbau mit Satteldach und Verbretterung über der Grotte, Einfriedung Gusseisenzaun, 1892. | D-3-75-127-4 Wikidata | weitere Bilder                                                |

### Heimberg
| Lage                     | Objekt               | Beschreibung                                                         | Akten-Nr.             | Bild |
| ------------------------ | -------------------- | -------------------------------------------------------------------- | --------------------- | ---- |
| Dorfstraße 11 (Standort) | Hofkapelle St. Maria | Traufständiger und abgewalmter Satteldachbau, 1877; mit Ausstattung. | D-3-75-127-7 Wikidata | BW   |

### Hillohe
| Lage                  | Objekt               | Beschreibung                                      | Akten-Nr.             | Bild |
| --------------------- | -------------------- | ------------------------------------------------- | --------------------- | ---- |
| In Hillohe (Standort) | Wegkapelle St. Maria | Abgewalmter Satteldachbau, 1843; mit Ausstattung. | D-3-75-127-8 Wikidata | BW   |

### Stegenhof
| Lage                   | Objekt                                                | Beschreibung | Akten-Nr.             | Bild           |
| ---------------------- | ----------------------------------------------------- | --- | --------------------- | -------------- |
| Stegenhof 1 (Standort) | Wohnhaus des Gutshofs und der ehemaligen Posthalterei | Zweigeschossiger Walmdachbau mit Putzgliederungen und Segmentbogengiebel, klassizistisch; Hofmauer mit ehemaliger Durchfahrt; frühes 19. Jahrhundert. | D-3-75-127-9 Wikidata | weitere Bilder |

### Steinerbrückl
| Lage                                     | Objekt                              | Beschreibung                                                | Akten-Nr.              | Bild           |
| ---------------------------------------- | ----------------------------------- | ----------------------------------------------------------- | ---------------------- | -------------- |
| Bergstraße; Heimberger Straße (Standort) | Figur des heiligen Johannes Nepomuk | Auf profiliertem Sockel, spätbarock, bezeichnet mit „1747“. | D-3-75-127-10 Wikidata | weitere Bilder |

### Willibaldhäusl
| Lage             | Objekt                                        | Beschreibung        | Akten-Nr.              | Bild                                          |
| ---------------- | --------------------------------------------- | ------------------- | ---------------------- | --------------------------------------------- |
| Anger (Standort) | Kruzifix mit Dreipassenden und Viernageltypus | Gusseisen, um 1880. | D-3-75-127-11 Wikidata | Kruzifix mit Dreipassenden und Viernageltypus |